# Eleições parlamentares europeias de 2004 (Luxemburgo)
As eleições parlamentares europeias de 2004 no Luxemburgo foram realizadas a 13 de junho para eleger os 6 assentos do país para o Parlamento Europeu.

## Resultados Nacionais
| Partido                 | Partido                                       | Votos     | %               | +/-  | Deputados | +/-     |
| ----------------------- | --------------------------------------------- | --------- | --------------- | ---- | --------- | ------- |
|                         | Partido Popular Social Cristão                | 404 823   | 37,14 / 100,00  | 5,47 | 3 / 6     | 1       |
|                         | Partido Operário Socialista                   | 240 484   | 22,06 / 100,00  | 1,52 | 1 / 6     | 1       |
|                         | Os Verdes                                     | 163 754   | 15,02 / 100,00  | 4,32 | 1 / 6     | Estável |
|                         | Partido Democrata                             | 162 064   | 14,87 / 100,00  | 5,59 | 1 / 6     | Estável |
|                         | Partido Reformista da Alternativa Democrática | 87 666    | 8,04 / 100,00   | 0,95 | 0 / 6     | Estável |
|                         | A Esquerda                                    | 18 345    | 1,68 / 100,00   | 1,09 | 0 / 6     | Estável |
|                         | Partido Comunista                             | 12 800    | 1,17 / 100,00   | -    | 0 / 6     | -       |
| Votos Inválidos         | Votos Inválidos                               | 17 504    | 8,35 / 100,00   | 0,32 |           |         |
| Votos expressos         | Votos expressos                               | 1 089 936 |                 |      |           |         |
| Total                   | Total                                         | 209 689   | 100,00 / 100,00 |      | 6 / 6     |         |
| Eleitorado/Participação | Eleitorado/Participação                       | 229 550   | 91,35 / 100,00  | 4,71 |           |         |